# دانشگاه علوم پزشکی شیراز
دانشگاه علوم پزشکی و خدمات بهداشتی درمانی شیراز یکی از دانشگاه‌های دولتی ایران و تحت پوشش وزارت بهداشت، درمان و آموزش پزشکی واقع در شهر شیراز می‌باشد. این دانشگاه یکی از بزرگ‌ترین و برترین دانشگاه‌های علوم پزشکی ایران است و اکنون دارای ۱۷ دانشکده با بیش از۱۱٬۰۰۰ دانشجو، ۲۰۰ رشته تحصیلی و ۱۰۰۰ عضو هیئت علمی، ۶۰ مرکز پژوهشی، ۶۸ بیمارستان درمانی و ۳۴ شبکه بهداشت و درمان است و به بیش از ۴ میلیون نفر جمعیت در استان فارس خدمات بهداشتی درمانی ارائه می‌کند. به علاوه، سالانه تعداد زیادی از بیماران استان‌های اطراف از قبیل هرمزگان، کهگیلویه و بویراحمد و بوشهر و… از خدمات بهداشتی درمانی این استان استفاده می‌کنند.
اکنون دانشگاه علوم پزشکی شیراز با بیش از ۱۱٬۰۰۰ دانشجو و دستیار تخصصی، ۲۰۰ رشته مختلف تحصیلی، ۱۰۰۰ عضو هیئت علمی و بیش از ۳۴٬۰۰۰ پرسنل بهداشتی، درمانی و پشتیبانی مسئولیت تأمین بهداشت و درمان استان را نیز بر عهده دارد. این دانشگاه علاوه امور آموزشی و پژوهشی با انجام فعالیت‌های درمانی پیچیده‌ای نظیر پیوند کبد، قلب، کلیه و دیگر درمان‌های پیشرفته به بیماران و نیازمندان خدمت ارائه نموده و به عنوان یکی از بزرگ‌ترین و معتبرترین دانشگاه‌های ایران و خاورمیانه مشغول فعالیت می‌باشد.

## پیشینه
هسته اولیه دانشگاه علوم پزشکی شیراز با تأسیس آموزشگاه عالی بهداری در سال ۱۳۲۵ به منظور تربیت متخصصان در طی دوره‌های چهار ساله شکل گرفت. نخستین دوره ریاست این مرکز بر عهدهٔ ذبیح قربان گذاشته شد که پس از بازگشت از دانشگاه آمریکایی بیروت، بسیاری از بخش‌های بیمارستان نمازی را نیز توسعه داد.
در سال ۱۳۲۸ که آموزشگاه عالی بهداری به دانشکده پزشکی تبدیل گشت، این مؤسسه در کنار دیگر دانشکده‌های دانشگاه شیراز، زیر نظر دانشگاه پنسیلوانیا شروع به کار نمود، و تا زمان انقلاب سال ۱۳۵۷ با این دانشگاه روابط بسیار نزدیکی داشت.
در سال ۱۳۳۲ آموزشگاه عالی پرستاری نمازی به عنوان دومین مجموعه تربیت کادر پزشکی تشکیل شد؛ که این آموزشگاه در سال ۱۳۵۵ به دانشکده پرستاری ارتقاء یافت. به دنبال این دانشکده در فواصل دیگر سایر دانشکده‌های علوم پزشکی تشکیل گردید. به‌دنبال تصویب لایحه تشکیل وزارت بهداشت، درمان و آموزش پزشکی و به منظور استفاده مطلوب و هماهنگ از امکانات پزشکی در جهت تأمین و تعمیم بهداشت، درمان، آموزش و پژوهش، دانشگاه علوم پزشکی شیراز از دانشگاه شیراز جدا گردید و از سال ۱۳۷۳ با ادغام سازمان‌های منطقه‌ای بهداشت و درمان استان‌ها در دانشگاه‌های علوم پزشکی، این دانشگاه تحت عنوان دانشگاه علوم پزشکی و خدمات بهداشتی درمانی استان فارس موجودیت یافت.
در سال ۲۰۰۹، مناطق روستایی ایالت می‌سی‌سی‌پی آمریکا از دانشگاه علوم پزشکی شیراز جهت ارائه الگوهای خدمات بهداشتی در روستاها درخواست گفتگو کردند. در این بین نمایندگانی بین این دانشگاه و دانشگاه ایالتی جکسون ردوبدل گردیدند. ایالت می‌سی‌سی‌پی همواره به‌دنبال راه‌هایی برای ارائه خدمات درمانی به مناطق روستایی خود با هزینه‌های کم بوده است.

## دانشکده‌ها و مراکز

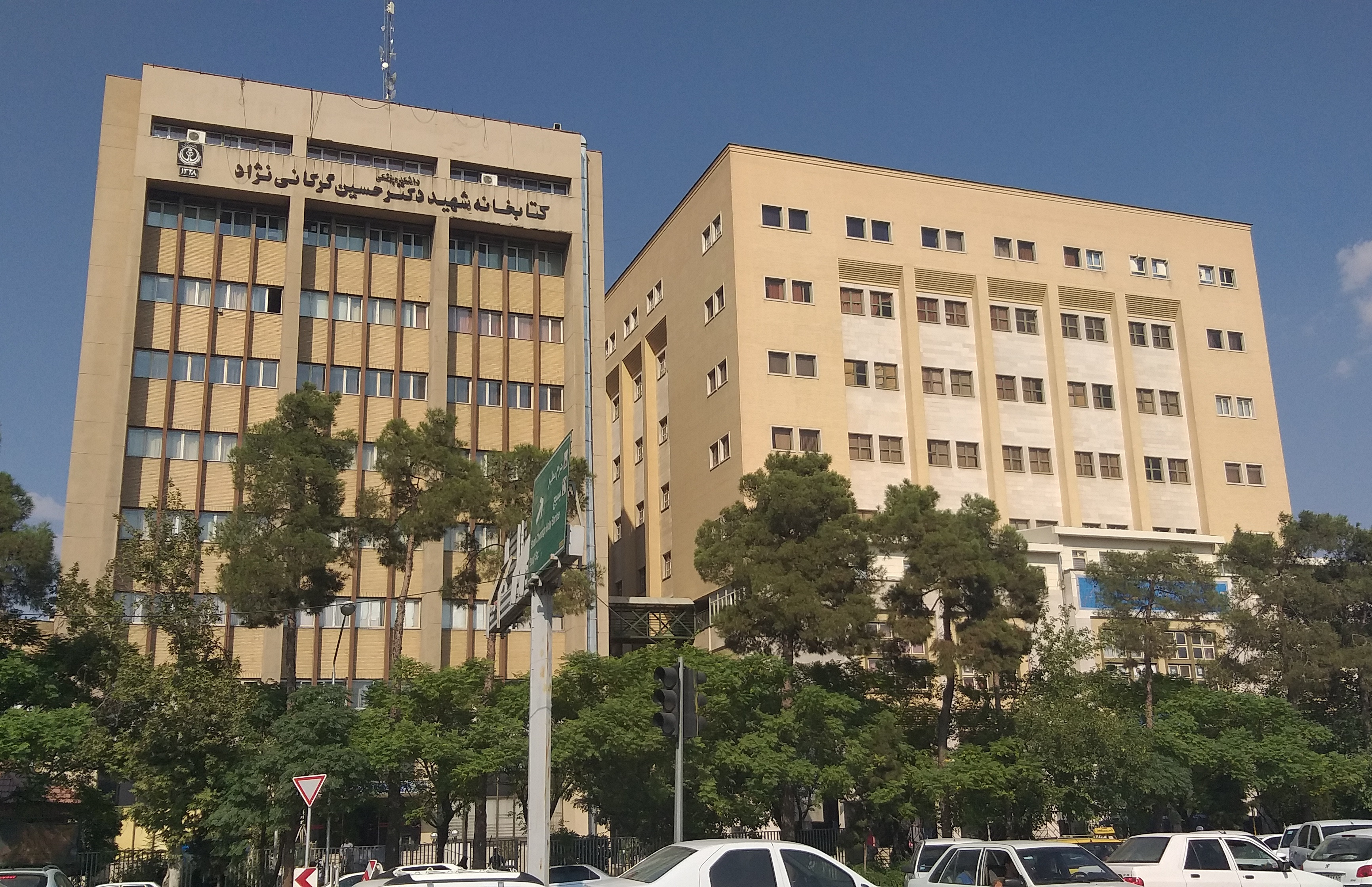
نمایی از دانشکده پزشکی شیراز

دانشگاه علوم پزشکی شیراز دارای ۱۷ دانشکده است:
1. دانشکده بهداشت
2. دانشکده پرستاری و مامایی
3. دانشکده پزشکی
4. دانشکده پیراپزشکی
5. دانشکده تغذیه و علوم غذایی
6. دانشکده توانبخشی
7. دانشکده داروسازی
8. دانشکده دندانپزشکی
9. دانشکده علوم و فناوری‌های نوین پزشکی
10. دانشکده مدیریت و اطلاع‌رسانی
11. دانشکده مجازی
12. مرکز آموزش عالی سلامت باقرالعلوم سپیدان
13. دانشکده پرستاری ام‌البنین لامرد
14. دانشکده پیراپزشکی استهبان
15. دانشکده پرستاری حضرت زهرا (س) آباده
16. دانشکده پیراپزشکی داراب
17. مجتمع آموزش عالی سلامت ممسنی

این مراکز هم‌اکنون در حال ارائه خدمات به جمع کثیری از دانشجویان در رشته‌های مختلف هستند.

## رشته‌ها
کاردانی
- فوریت‌های پزشکی

کارشناسی پیوسته
- پرستاری
- فوریت‌های پزشکی پیش بیمارستانی
- تکنولوژی اتاق عمل
- هوشبری
- بهداشت عمومی
- علوم آزمایشگاهی
- اعضای مصنوعی
- بیولوژی و کنترل ناقلین بیماری‌ها
- تکنولوژی پرتوشناسی
- شنوایی‌شناسی
- علوم تغذیه
- فناوری اطلاعات سلامت
- فیزیوتراپی
- کار درمانی
- گفتار درمانی
- مهندسی بهداشت محیط
- مامایی
- مدیریت خدمات بهداشتی درمانی
- هوشبری
- مهندسی بهداشت حرفه‌ای و ایمنی کار

کارشناسی ارشد
- آموزش مامایی
- بهداشت باروری
- پزشکی قانونی
- اپیدمیولوژی
- اتاق عمل
- ارگونومی
- اقتصاد بهداشت
- انفورماتیک پزشکی
- آمار زیستی
- آموزش بهداشت
- بهداشت ایمنی و مواد غذایی
- حشره‌شناسی پزشکی و مبارزه با ناقلین
- ژورنالیسم پزشکی
- سلامت سالمندی
- سم‌شناسی
- علوم تشریحی
- فناوری اطلاعات سلامت
- فیزیولوژی
- مدیریت خدمات بهداشتی درمانی
- مدیریت سلامت، ایمنی و محیط زیست
- مهندسی بهداشت حرفه‌ای
- مهندسی پزشکی
- نانوفناوری پزشکی
- آموزش پزشکی
- برنامه‌ریزی یادگیری الکترونیکی در علوم پزشکی
- مهندسی بهداشت محیط
- پرستاری داخلی-جراحی
- پرستاری سلامت جامعه
- پرستاری مراقبت‌های ویژه
- پرستاری مراقبت‌های ویژه نوزادان
- روان‌پرستاری
- فیزیوتراپی
- فیزیوتراپی ورزشی
- بیوشیمی بالینی
- زیست فناوری پزشکی
- ژنتیک انسانی
- ایمنی‌شناسی
- خون‌شناسی آزمایشگاهی و بانک خون
- انگل‌شناسی
- قارچ‌شناسی پزشکی
- میکروب‌شناسی
- ویروس‌شناسی پزشکی
- تغذیه بالینی
- علوم بهداشتی در تغذیه
- علوم تغذیه
- رادیوبیولوژی و حفاظت پرتویی
- فیزیک پزشکی

دکتری
- اپیدمیولوژی
- اخلاق پزشکی
- انگل‌شناسی پزشکی
- آموزش بهداشت و ارتقا سلامت
- آموزش پزشکی
- مهندسی بهداشت حرفه‌ای
- مهندسی بهداشت محیط
- بیوشیمی بالینی
- پرستاری
- پزشکی مولکولی
- حشره‌شناسی پزشکی و مبارزه با ناقلین
- زیست فناوری پزشکی
- سلامت در بلایا و فوریت‌ها
- طب ایرانی
- علوم اعصاب
- علوم بیومدیکال مقایسه‌ای
- علوم تشریحی
- علوم تغذیه
- علوم سلولی کاربردی
- فارماکولوژی
- فیزیوتراپی
- قارچ‌شناسی پزشکی
- مدیریت اطلاعات سلامت
- مدیریت خدمات بهداشتی و درمانی
- مهندسی بافت
- نانوفناوری پزشکی

دکتری حرفه‌ای
- پزشکی
- دندانپزشکی
- داروسازی

دستیاری تخصصی پزشکی
- جراحی کلیه و مجاری ادراری
- کودکان
- آسیب‌شناسی
- زنان و زایمان
- ارتوپدی
- بیماری‌های مغز و اعصاب
- بیماری‌های داخلی
- بیماری‌های قلب و عروق
- بیهوشی
- بیماری‌های پوست
- جراحی عمومی
- جراحی مغز و اعصاب
- چشم‌پزشکی
- رادیوانکولوژی
- رادیولوژی
- روان‌پزشکی
- گوش، گلو و بینی و جراحی
- پزشکی هسته‌ای پزشکی
- پزشکی فیزیکی و توانبخشی
- طب اورژانس
- پزشکی خانواده

دستیاری تخصصی دندانپزشکی
- ارتودانتیکس
- اندودانتیکس
- بیماری‌های دهان و فک و صورت
- آسیب‌شناسی دهان و فک و صورت
- پروتزهای دندانی
- پریودانتیکس
- جراحی دهان و فک و صورت
- دندانپزشکی ترمیمی
- دندانپزشکی کودکان
- رادیولوژی دهان و فک و صورت

دستیاری تخصصی داروسازی
- بیوتکنولوژی دارویی
- داروسازی بالینی
- داروسازی سنتی
- سم‌شناسی
- شیمی دارویی
- فارماسیوتیکس
- فارماکوگنوزی
- نانوفناوری دارویی

دستیاری تکمیلی تخصصی پزشکی
- بیماری‌های قرینه و خارج چشمی
- ویتره ورتین
- چشم‌پزشکی کودکان و انحراف چشم
- آسیب‌شناسی چشم
- انکولوژی زنان
- ناباروری
- طب مادر و جنین
- جراحی درون بین زنان
- آسیب‌شناسی پوست
- هماتوپاتولوژی
- سیتوپاتولوژی
- مولکولار پاتولوژی و سیتوژنتیک
- جراحی کولورکتال
- جراحی‌های کبد، پانکراس، مجاری صفراوی و پیوند اعضاء داخل شکم
- تروما در جراحی عمومی
- جراحی سرطان
- جراحی عمومی درون بین
- جراحی عروق
- بیهوشی پیوند اعضاء داخلی شکم
- بیهوشی قلب
- بیهوشی کودکان
- درد
- مراقبت‌های ویژه کودکان
- سرطان‌های دستگاه ادراری-تناسلی
- اندویورولوژی
- اقدامات مداخله‌ای قلب و عروق کودکان
- اقدامات مداخله‌ای قلب و عروق بزرگسالان
- رادیولوژی مداخله‌ای
- ارتوپدی کودکان
- جراحی ستون فقرات
- اتولوژی-نورواتولوژی

دستیاری فوق‌تخصصی پزشکی
- غدد درون‌ریز و متابولیسم
- روماتولوژی
- گوارش و کبد بالغان
- ریه
- نفرولوژی
- خون و سرطان بالغان
- بیماری‌های قلب و عروق
- مراقبت‌های ویژه پزشکی
- قلب کودکان
- طب نوزادی و پیرامون تولد
- خون و سرطان کودکان
- کلیه کودکان
- گوارش کودکان
- عفونی کودکان
- غدد درون‌ریز و متابولیسم کودکان
- مغزواعصاب کودکان
- آلرژی و ایمونولوژی بالینی
- جراحی پلاستیک ترمیمی و سوختگی
- جراحی کودکان
- جراحی قلب و عروق[۱۰]

## بیمارستان‌ها
بیمارستان‌های تابع دانشگاه علوم پزشکی شیراز عبارت‌اند از:

### بیمارستان‌های شیراز
1. بیمارستان روان‌پزشکی ابن سینا
2. بیمارستان اعصاب و روان استاد محرری
3. بیمارستان انکولوژی امیر
4. بیمارستان پیوند اعضا ابوعلی سینا
5. بیمارستان حافظ
6. بیمارستان حضرت علی اصغر
7. بیمارستان خلیلی
8. بیمارستان حضرت زینب
9. بیمارستان شهید فقیهی
10. بیمارستان دکتر چمران
11. بیمارستان شهید دستغیب
12. بیمارستان سوختگی قطب‌الدین شیرازی
13. بیمارستان سوانح سوختگی و ترمیمی امیرالمؤمنین
14. بیمارستان نمازی
15. بیمارستان شهید رجایی
16. بیمارستان قلب الزهرا
17. بیمارستان شهید حجازی
18. بیمارستان مادر و کودک شوشتری

### بیمارستان‌های شهرستان‌ها
1. بیمارستان امام جعفر صادق (سعادت‌شهر)
2. بیمارستان امام حسن عسکری (زرقان)
3. بیمارستان امام حسن مجتبی (داراب)
4. بیمارستان امام حسین (اردکان)
5. بیمارستان امام خمینی (آباده)
6. بیمارستان امام خمینی (استهبان)
7. بیمارستان امام رضا (کامفیروز)
8. بیمارستان امام سجاد (خشت و کنارتخته)
9. بیمارستان امام محمدباقر (قیر)
10. بیمارستان امام موسی کاظم (حاجی‌آباد)
11. بیمارستان امام مهدی (داریان)
12. بیمارستان امام هادی (فراشبند)
13. بیمارستان امام هادی (آباده طشک)
14. بیمارستان بعثت (اشکنان)
15. بیمارستان جواد الائمه (خرامه)
16. بیمارستان حاج حیدر (لامرد)
17. بیمارستان حضرت فاطمه الزهرا (کوار)
18. بیمارستان حضرت فاطمه الزهرا (مهر)
19. بیمارستان حضرت ولی‌عصر (ارسنجان)
20. بیمارستان حضرت ولی‌عصر (اقلید)
21. بیمارستان حضرت ولی‌عصر (بوانات)
22. بیمارستان حضرت ولی‌عصر (صفاشهر)
23. بیمارستان حضرت ولی‌عصر (کازرون)
24. بیمارستان حضرت ولی‌عصر (نورآباد)
25. بیمارستان سیدالشهدا (قادرآباد)
26. بیمارستان شهدا (کره‌ای)
27. بیمارستان شهدا (سروستان)
28. بیمارستان شهدا (نی‌ریز)
29. بیمارستان شهید رضازاده (قائمیه)
30. بیمارستان شهید مطهری (مرودشت)
31. بیمارستان قائم (فیروزآباد)
32. بیمارستان قمر بنی‌هاشم (بیضا)
33. بیمارستان نبی اکرم (خنج)

## مراکز تحقیقاتی
دانشگاه علوم پزشکی شیراز دارای ۵۴ مرکز تحقیقاتی مصوب وزارت بهداشت، درمان و آموزش پزشکی شامل مراکز زیر می‌باشد:
- مرکز تحقیقات آلرژی
- مرکز تحقیقات آموزش بالینی
- مرکز تحقیقات ارتودنسی
- مرکز تحقیقات ایدز
- مرکز تحقیقات بیماری‌های استخوان و مفاصل
- مرکز تحقیقات بیماریهای غیرواگیر
- مرکز تحقیقات بیماری‌های کلیوی
- مرکز تحقیقات بیماری‌های مادر و جنین
- مرکز تحقیقات بیماری‌های پستان
- مرکز تحقیقات بیماری‌های دهان و دندان
- مرکز تحقیقات بیهوشی و مراقبت‌های ویژه
- مرکز تحقیقات پایه در بیماری‌های عفونی
- مرکز تحقیقات پیوند و ترمیم اعضاء
- مرکز تحقیقات تروما
- مرکز تحقیقات تصویربرداری پزشکی
- مرکز تحقیقات تغذیه
- مرکز تحقیقات جراحی‌های کم تهاجمی
- مرکز تحقیقات چشم پزشکی
- مرکز تحقیقات حفاظت در برابر پرتوهای یون ساز و غیر یون ساز
- مرکز تحقیقات خود ایمنی
- مرکز تحقیقات روان پزشکی
- مرکز تحقیقات زیست مواد
- مرکز تحقیقات سالمندی
- مرکز تحقیقات سرطان‌شناسی
- مرکز تحقیقات سوختگی وترمیم زخم
- مرکزتحقیقات سوء مصرف مواد
- مرکز تحقیقات اتوفاژی
- مرکز تحقیقات سیاست گذاری سلامت
- مرکز تحقیقات شیمی دارویی و گیاهی
- مرکز تحقیقات طب سنتی و تاریخ طب
- مرکز تحقیقات علوم اعصاب
- مرکز تحقیقات علوم بهداشتی
- مرکز تحقیقات علوم توانبخشی
- مرکز تحقیقات علوم دارویی
- مرکز تحقیقات علوم و فناوری تشخیص آزمایشگاهی
- مرکز تحقیقات غدد و متابولیسم
- مرکز تحقیقات فراوری گیاهان دارویی
- مرکز تحقیقات فناوری سلول‌های بنیادی
- مرکز تحقیقات قلب و عروق
- مرکز تحقیقات کولورکتال
- مرکز تحقیقات گوارش و کبد
- مرکز تحقیقات گوش حلق و بینی
- مرکز تحقیقات مراقبت‌های روان جامعه نگر
- مرکز تحقیقات منابع انسانی سلامت
- مرکز تحقیقات مولکولی پوست
- مرکز تحقیقات میکروب‌شناسی بالینی
- مرکز تحقیقات ناباروری
- مرکز تحقیقات نانوفناوری در دارورسانی
- مرکز تحقیقات نانوفناوری در علوم زیستی و پزشکی
- مرکز تحقیقات نورولوژی بالینی
- مرکز تحقیقات نوزادان
- مرکز تحقیقات هماتولوژی
- مرکز تحقیقات هیستومورفومتری و استریولوژی
- مرکز تحقیقات بیوتکنولوژی